# Верх-Инкара
Верх-Инкара, также Верх-Ингара — упразднённый посёлок в Заринском районе Алтайского края. На момент упразднения входил в состав Тягунского поссовета. Исключен из учётных данных в 1986 году. 

## География
Располагался на левом берегу реки Ингара (приток реки Аламбай) выше впадения её в реку Громотушка, на расстоянии приблизительно в 14 км (по прямой) к северо-западу от станции Тягун.

## История
Возник в 1950-е годы как посёлок лесозаготовителей. Позже лесоучасток Тягунского леспромхоза.
Решением Алтайского краевого исполнительного комитета от 11.08.1986 года № 282 посёлок исключен из учётных данных.
В 2023 году в бывшем посёлке была освящена часовня в честь свт. Николая Чудотворца.

## Население
В 2023 году в бывшем посёлке жил один мужчина, который вёл отшельнический образ жизни.